# Boy Edgar
Boy Edgar, pseudoniem van George Willem Fred Edgar (Amsterdam, 31 maart 1915 – aldaar, 8 april 1980), was een Nederlands jazzdirigent, pianist en trompettist. Hij was tevens een verzetsman die tijdens de Tweede Wereldoorlog Joodse kinderen redde en is na de oorlog als arts gepromoveerd op een onderzoek naar multiple sclerose.

## Levensloop
Edgar groeide op in Amsterdam als zoon van een koopman in Indische producten. Zijn vader was van Armeense afkomst, zijn moeder was Indisch. Aanvankelijk ging het de familie Edgar voor de wind. Tijdens zijn jeugd kon Edgar al enkele malen Nederlands-Indië bezoeken. Tijdens de economische crisis in de jaren dertig ging het bedrijf van de familie Edgar echter failliet. Zijn vader overleed in 1935 en liet het gezin in armoede achter.
Op de middelbare school kwam Edgar voor het eerst in aanraking met de jazzmuziek. Hoewel hij geen enkele muzikale opleiding had gehad, slaagde Edgar erin zichzelf arrangeren en piano- en trompetspelen te leren. In 1932 begon hij met zijn opleiding medicijnen aan de Universiteit van Amsterdam. Hij trad veel op om zijn studie te kunnen betalen. In 1935 nam Edgar in de Haagse GTB-studio een aantal nummers op, waaronder In the Mood for Love. In 1936 won hij in Brussel een prijs voor amateursolisten en een jaar later werd hij lid van het Haagse ensemble The Moochers. In 1939 werd hij leider van dit ensemble, wat hij bleef totdat de Duitse bezetter jazzmuziek verbood.
Tijdens de oorlog trouwde hij met Mia Frenk, de Joodse dochter van Eli Frenk en Agnes Bushnach, en samen namen ze deel in het ondergrondse verzet om Joodse kinderen te redden van deportatie. Tijdens de oorlog deed hij zijn artsexamen. Edgar componeerde ook muziek voor orkesten die nog wel mochten optreden.
Na de Tweede Wereldoorlog werd Edgar kort gevangengezet, omdat hij weigerde als militair mee te gaan naar Nederlands-Indië. De eerste jaren na de oorlog trad hij verder op als pianist in verschillende Europese landen.
In 1955 promoveerde Edgar op een proefschrift naar processen in het zenuwstelsel bij multiple sclerose, een ziekte waar zijn vrouw op dat moment al aan leed. Om zich volledig op zijn wetenschappelijke loopbaan en op de verzorging van zijn vrouw te kunnen richten, stopte Edgar enige tijd met muziek maken. In 1958 overleed zijn vrouw. In 1960 hertrouwde hij met Ida Lengtat (met wie hij twee kinderen kreeg) – daarmee kwam er weer ruimte voor jazz.
Eind 1960 trad Edgar voor het eerst weer op. In eerste instantie was dit eenmalig, maar de reacties waren zo enthousiast dat de VARA besloot maandelijks een concert van Edgar en zijn Boy's Big Band uit te zenden. Edgar was inmiddels hertrouwd en directeur van het neuropathologisch laboratorium 'Meer en Bosch' in Heemstede.
Edgar maakte in deze periode enkele langspeelplaten, won een Edison en trad regelmatig op met internationale sterren op radio en televisie. In 1964 kreeg hij de Wessel Ilcken Prijs. Het artistieke hoogtepunt was midden jaren zestig. Boy's Big Band nam de lp's Now's the Time (1965) en Finch Eye (1966) op. In oktober 1966 vertrok Edgar echter naar de Verenigde Staten om daar aan enkele universiteiten les te gaan geven en verder onderzoek te doen. Hij bleef drie jaar in de Verenigde Staten en kwam in 1969 weer terug.
Terug in Nederland werd hij huisarts in Duivendrecht en de Bijlmermeer. Edgar kon zijn werk als arts en de jazz niet meer goed combineren. Zijn Big Band, die tijdens zijn afwezigheid al uit elkaar was gevallen, werd in 1971 definitief opgeheven. In de jaren zeventig dirigeerde Edgar nog wel de groep Boy Edgar Sound.
Gerrie van der Klei was enige tijd zijn partner.
Eind 1979 stopte hij met zijn huisartsenpraktijk. Korte tijd later overleed hij op net 65-jarige leeftijd. Als eerbetoon werd de Wessel Ilcken Prijs, die hij in 1964 had gewonnen, in 1980 tot Boy Edgarprijs omgedoopt. Deze prijs kan beschouwd worden als de voornaamste in de Nederlandse jazzwereld.
In 2018 kreeg Edgar postuum de onderscheiding van Yad Vashem voor zijn hulp aan Joden tijdens de Tweede Wereldoorlog. In Amsterdam liggen de Boy Edgarstraat (Slotervaart) en Boy Edgarbrug (Zuidoost).

## Discografie
- 1965 - Now's the Time (lp) - Artone MGOS 9463
- 1966 - Finch Eye (lp) - Artone MDS-S 3001
- 1968 - Diverse artiesten, Date with the Dutch (zeven 10 inch-78 toerenplaten, track N1 en N2) - Radio Nederland 109 766/772 Z
- 1969 - Diverse artiesten, The Dutch Jazz Scene (zeven lp's, tracks A1, A3 en A5) - Radio Nederland 109 917/923
- 1971 - The Best of Boy's Big Band (verzamel-lp) - CBS S 52888
- 1973 - Live in Shaffy (lp) - White Elephant PE 888.017
- 1975 - Gerry van der Klei, Multifaced Gerry (lp) - Poker PO 13002
- 1975 - Music Was His Mistress: An Hommage to Edward Kennedy Ellington (lp) - BV Haast Records, BVHAAST 022
- 1999 - Now's the Time! + Finch Eye (cd) - BV Haast Records, BVHAAST CD 9901
- 2014 - De geniale chaos van Boy Edgar (cd, beperkte oplage) - 678 Records SSECD-002
- 2015 - Return Live Recordings 1965-1966 (cd) - Nederlands Jazz Archief NJA 1501